# Conference Carolinas 2017 (pallavolo maschile)
La Conference Carolinas 2017 si è svolta dal 17 gennaio al 18 aprile 2017: al torneo hanno partecipato 10 squadre universitarie statunitensi e la vittoria finale è andata per la prima volta al Barton.

## Regolamento
È prevista una stagione regolare che vede le dieci formazioni impegnate nella conference affrontarsi due volte tra loro, per un totale di ventidue incontri ciascuna; parallelamente vengono disputati anche degli incontri extra-conference contro formazioni appartenenti ad altre conference o non affiliate ad alcuna di esse, dando vita a due classifiche separate una relativa alla Conference Carolinas ed una totale.
- Le prime otto classificate nella classifica della Conference Carolinas accedono al torneo di conference, dove vengono accoppiate col metodo della serpentina e affrontano quarti di finale, semifinali e finale in gara secca;
- La squadra vincitrice del torneo di conference, in virtù della vittoria, ottiene automaticamente il diritto di partecipare alla Final 6 NCAA, mentre le formazioni uscite sconfitte possono essere ripescate sulla base della classifica totale, che assegna attraverso un bye gli ultimi due posti disponibili in Final 6.

## Squadre partecipanti
| Club                       | Città            | Impianto                              | Stagione precedente                                                        |
| -------------------------- | ---------------- | ------------------------------------- | -------------------------------------------------------------------------- |
| Barton Bulldogs            | Wilson           | Wilson Gymnasium Wilson               | 3ª in Conference Carolinas, finale                                         |
| Belmont Abbey Crusaders    | Belmont          | Wheeler Center Belmont                | 4ª in Conference Carolinas, semifinali                                     |
| Emmanuel Lions             | Franklin Springs | Shaw Athletic Center Franklin Springs | 7ª in Conference Carolinas                                                 |
| Erskine Flying Fleet       | Due West         | Belk Arena Due West                   | 1ª in Conference Carolinas, Vincitrice Quarti di finale in NCAA Division I |
| King Tornado               | Bristol          | Student Center Complex Bristol        | 9ª in Conference Carolinas, quarti di finale                               |
| Lees-McRae Bobcats         | Banner Elk       | Williams Gymnasium Banner Elk         | 10ª in Conference Carolinas                                                |
| Limestone Saints           | Gaffney          | Timken Center Gaffney                 | 7ª in Conference Carolinas, quarti di finale                               |
| Mount Olive Trojans        | Mount Olive      | Kornegay Arena Mount Olive            | 4ª in Conference Carolinas, quarti di finale                               |
| North Greenville Crusaders | Tigerville       | Hayes Gymnasium Tigerville            | 6ª in Conference Carolinas, quarti di finale                               |
| Pfeiffer Falcons           | Misenheimer      | Merner Gym Misenheimer                | 1ª in Conference Carolinas, semifinali                                     |

## Campionato

### Regular season

#### Classifica
| Pos. | Squadra          | Conference | Conference | Conference | Conference | Overall | Overall | Overall | Overall |
| Pos. | Squadra          | Pt.        | G          | V          | P          | Pt.     | G       | V       | P       |
| ---- | ---------------- | ---------- | ---------- | ---------- | ---------- | ------- | ------- | ------- | ------- |
| 1.   | King             | .889       | 18         | 16         | 2          | .875    | 32      | 28      | 4       |
| 1.   | Barton           | .889       | 18         | 16         | 2          | .793    | 29      | 23      | 6       |
| 3.   | Mount Olive      | .778       | 18         | 14         | 4          | .643    | 28      | 18      | 10      |
| 4.   | Limestone        | .667       | 18         | 12         | 6          | .542    | 24      | 13      | 11      |
| 5.   | Lees-McRae       | .444       | 18         | 8          | 10         | .370    | 27      | 10      | 17      |
| 5.   | Belmont Abbey    | .444       | 18         | 8          | 10         | .346    | 26      | 9       | 17      |
| 7.   | North Greenville | .389       | 18         | 7          | 11         | .296    | 27      | 8       | 19      |
| 8.   | Emmanuel         | .278       | 18         | 5          | 13         | .269    | 26      | 7       | 19      |
| 9.   | Erskine          | .222       | 18         | 4          | 14         | .160    | 25      | 4       | 21      |
| 10.  | Pfeiffer         | .000       | 18         | 0          | 18         | .000    | 19      | 0       | 19      |

| Al torneo di conference |

### Torneo di Conference
|  | Quarti di finale | Quarti di finale | Quarti di finale |             |             | Semifinali | Semifinali | Semifinali |  |  | Finale | Finale | Finale |
|  |                  |                  |                  |             |             |            |            |            |  |  |        |        |        |
|  | 1                | Barton           | 3                |             |             |            |            |            |  |  |        |        |        |
|  | 8                | Erskine          | 2                |             |             |            |            |            |  |  |        |        |        |
|  | 8                | Erskine          | 2                |             | 1           | Barton     | 3          |            |  |  |        |        |        |
|  |                  |                  |                  |             | 1           | Barton     | 3          |            |  |  |        |        |        |
|  |                  | 4                | Limestone        | 0           |             |            |            |            |  |  |        |        |        |
|  | 4                | 4                | Limestone        | 0           | Limestone   | 3          |            |            |  |  |        |        |        |
|  | 4                |                  |                  |             | Limestone   | 3          |            |            |  |  |        |        |        |
|  | 5                | Belmont Abbey    | 0                |             |             |            |            |            |  |  |        |        |        |
|  |                  |                  |                  |             |             |            |            |            |  |  | 1      | Barton | 3      |
|  |                  |                  | 3                | Mount Olive | 0           |            |            |            |  |  |        |        |        |
|  | 2                | King             | 3                |             |             |            |            |            |  |  |        |        |        |
|  | 7                | North Greenville | 0                |             |             |            |            |            |  |  |        |        |        |
|  | 7                | North Greenville | 0                |             | 2           | King       | 1          |            |  |  |        |        |        |
|  |                  |                  |                  |             | 2           | King       | 1          |            |  |  |        |        |        |
|  |                  | 3                | Mount Olive      | 3           |             |            |            |            |  |  |        |        |        |
|  | 3                | 3                | Mount Olive      | 3           | Mount Olive | 3          |            |            |  |  |        |        |        |
|  | 3                |                  |                  |             | Mount Olive | 3          |            |            |  |  |        |        |        |
|  | 6                | Lees-McRae       | 0                |             |             |            |            |            |  |  |        |        |        |

## Premi individuali
| Premio                               | Giocatrice         | Squadra          |
| ------------------------------------ | ------------------ | ---------------- |
| MVP                                  | Federico Pagliara  | Barton           |
| All-Tournament Team                  | Jeff Sprayberry    | King             |
| All-Tournament Team                  | Nick Wildes        | Limestone        |
| All-Tournament Team                  | Robert Poole       | Mount Olive      |
| All-Tournament Team                  | Josh Donahue       | Mount Olive      |
| All-Tournament Team                  | Aleksa Brković     | Barton           |
| All-Tournament Team                  | Vasilīs Mandīlarīs | Barton           |
| Player of the Year                   | Jeff Sprayberry    | King             |
| Defensive player of the Year         | Josh Donahue       | Mount Olive      |
| Freshman of the Year                 | Aggelos Mandīlarīs | Barton           |
| Coach of the Year                    | Ryan Booher        | King             |
| All-Conference Carolinas First Team  | Jeff Sprayberry    | King             |
| All-Conference Carolinas First Team  | Robert Poole       | Mount Olive      |
| All-Conference Carolinas First Team  | Aggelos Mandīlarīs | Barton           |
| All-Conference Carolinas First Team  | Aleksa Brković     | Barton           |
| All-Conference Carolinas First Team  | Vasilīs Mandīlarīs | Barton           |
| All-Conference Carolinas First Team  | Josh Donahue       | Mount Olive      |
| All-Conference Carolinas First Team  | Federico Pagliara  | Barton           |
| All-Conference Carolinas Second Team | Jon Wheaton        | King             |
| All-Conference Carolinas Second Team | Bruno Kretzschmar  | Limestone        |
| All-Conference Carolinas Second Team | Matthew McManaway  | North Greenville |
| All-Conference Carolinas Second Team | Bret Rutledge      | Mount Olive      |
| All-Conference Carolinas Second Team | Dylan Lavner       | Limestone        |
| All-Conference Carolinas Second Team | Keenan Freitas     | Lees-McRae       |
| All-Conference Carolinas Second Team | Nick Drooker       | King             |
| All-Conference Carolinas Third Team  | Evan Blair         | Pfeiffer         |
| All-Conference Carolinas Third Team  | Justice Lord       | Barton           |
| All-Conference Carolinas Third Team  | Alex Palmatier     | Mount Olive      |
| All-Conference Carolinas Third Team  | John Sobel         | Lees-McRae       |
| All-Conference Carolinas Third Team  | Edward Moushikhian | King             |
| All-Conference Carolinas Third Team  | Jimmy Nuckolls     | King             |
| All-Conference Carolinas Third Team  | Jeff Yasalonis     | Mount Olive      |

## Verdetti
| Squadra | Qualificazione  |
| ------- | --------------- |
| Barton  | NCAA Division I |